# Jarosław Rokicki (socjolog)
Jarosław Andrzej Rokicki – polski socjolog, doktor habilitowany nauk humanistycznych.

## Życiorys
W 1980 r. ukończył studia socjologiczne na Uniwersytecie Jagiellońskim, w 1989 r. obronił pracę doktorską pt. Więź społeczna a zmiana kultury. Studium dynamiki polskiej zbiorowości etnicznej w USA, której promotorem był prof. Hieronim Kubiak, w 2004 r. habilitował się na podstawie pracy zatytułowanej Kolor, pochodzenie, kultura. Rasa i grupa etniczna w społeczeństwie Stanów Zjednoczonych Ameryki.
Pracuje w Krakowskiej Akademii im. Andrzeja Frycza Modrzewskiego.
Był zatrudniony na Uniwersytecie Jagiellońskim.